# Roman Sludnov
Roman Andreïevitch Sloudnov (en russe : Роман Андреевич Слуднов), né à Omsk le 24 février 1980, est un nageur russe spécialiste de la brasse.

## Biographie
Pour la discipline du 100 m brasse en grand bassin, il a été le premier nageur à être passé sous la barre mythique de la minute en nageant cette distance, le 29 juin 2001 à Moscou, en 59 s 97.
Sloudnov a été médaillé de bronze sur 100 m brasse aux Jeux olympiques de 2000 à Sydney, derrière l'Italien Domenico Fioravanti et l'Américain Ed Moses. Il prend sa revanche sur la même distance lors des Championnats du monde de 2001 à Fukuoka, en prenant la médaille d'or devant Fioravanti et Moses. En petit bassin, il est champion du monde en 2000 à Athènes sur 100 m et 200 m brasse. 
En 2001, le mensuel Swimming World Magazine lui décerne le titre de nageur européen de l'année.

## Palmarès

### Jeux olympiques d'été
- Jeux olympiques d'été de 2000 à Sydney ( Australie)
  -  médaille de bronze du 100 m brasse (1 min 0 s 91)

### Championnats du monde de natation
- Championnats du monde 2000 (bassin de 25 m) à Athènes ( Grèce)
  -  médaille d'or du 100 m brasse (58 s 57)
  -  médaille d'or du 200 m brasse (2 min 7 s 59)
- Championnats du monde 2001 (bassin de 50 m) à Fukuoka ( Japon)
  -  médaille d'or du 100 m brasse (1 min 0 s 16)
  -  médaille d'argent du 50 m brasse (27 s 60)

### Championnats d'Europe de natation

#### En grand bassin
- Championnats d'Europe 2002 à Berlin ( Allemagne)
  -  Médaille d'or du relais 4 × 100 m 4 nages (3 min 36 s 21) (Yevgeniy Alechin~Roman Sloudnov~Igor Marchenko~Alexander Popov)
  -  Médaille d'argent du 100 m brasse (1 min 0 s 29)
  -  Médaille de bronze du 200 m brasse (2 min 11 s 82)
- Championnats d'Europe 2006 à Budapest ( Hongrie)
  -  Médaille d'or du 100 m brasse (1 min 0 s 61)
  -  Médaille d'or du relais 4 × 100 m 4 nages (3 min 34 s 96) (Arkady Vyatchanin~Roman Sloudnov~Nikolay Skvortsov~Andrey Kapralov)
- Championnats d'Europe 2010 à Budapest ( Hongrie)
  -  médaille d'argent du relais 4 × 100 m 4 nages (3 min 33 s 29)

#### En petit bassin
- Championnats d'Europe 1999 à Lisbonne ( Portugal)
  -  médaille d'or du 100 m brasse (58 s 85)
  -  médaille de bronze du 50 m brasse (27 s 38)
- Championnats d'Europe 2004 à Vienne ( Autriche)
  -  médaille d'or du 100 m brasse (58 s 73)
  -  médaille d'argent du 50 m brasse (27 s 09)

## Records

### Grand bassin (50 m)
- record du monde du 100 m brasse, en 1 min 0 s 26, le 28 juin 2001 à Moscou
- record du monde du 100 m brasse, en 59 s 97, le 29 juin 2001 à Moscou
- record du monde du 100 m brasse, en 59 s 94, le 23 juillet 2001 à Fukuoka

### Petit bassin (25 m)
- record du monde du 100 m brasse, en 58 s 51, le 17 mars 2000 à Athènes